# مويرا دان
مويرا دان (بالإنجليزية: Moira Dunn)‏ هي لاعبة غولف أمريكية، ولدت في 3 أغسطس 1971 في أوتيكا في الولايات المتحدة.

## وصلات خارجية
- مويرا دان على موقع رابطة لاعبات الغولف المحترفات (الإنجليزية)